# Il était une fois en Yougoslavie : Cinema Komunisto
Pour plus de détails, voir Fiche technique et Distribution.
Il était une fois en Yougoslavie : Cinema Komunisto (Cinema Komunisto) est un film documentaire serbe réalisé par Mila Turajlić et sorti en 2011.

## Synopsis
À travers le témoignage de Leka Konstantinovic, projectionniste personnel du président Josip Broz Tito durant 32 ans, l'histoire d'une nation disparue, la Yougoslavie. Tito aimait le cinéma et lui accordait une grande importance. Dès 1945, il créa, à Belgrade, les studios Avala censés devenir le Hollywood de l'Europe de l'Est. Mila Turajlić, la réalisatrice, a accompli un travail titanesque en rassemblant un nombre remarquable d'archives inédites et notamment des séquences de films yougoslaves jusque-là inconnus hors de son pays.

## Fiche technique
- Titre original : Cinema Komunisto
- Réalisation et scénario : Mila Turajlić
- Photographie : Goran Kovacevic - Couleur
- Musique : Nemanja Mosurovic
- Montage : Aleksandr Protic
- Graphisme : Jelena Sandar
- Son : Ivan Uzelac, Zeljko Orevic
- Production : Dragan Pešikan, Mila Turajlić, Goran Ješic, Iva Plemic, Dejan Petrovic pour Dribbling Pictures, 3 K Productions, Intermedia Network et ERT (Grèce)
- Pays d'origine :  Serbie
- Durée : 101 minutes
- Dates de sortie : 29 janvier 2011 à Belgrade (Serbie) ; 18 septembre 2013 en France

## Récompenses et distinctions
- Golden Hugo du meilleur documentaire au Festival international du film de Chicago 2011
- Prix Alpe Adria du meilleur documentaire au Festival du film de Trieste (Italie) 2011
- Prix de la meilleure utilisation d'images d'archives dans une production artistique Focal international 2011
- Prix FIPRESCI du meilleur documentaire serbe 2011